# هانا بيرل ديفيس
هانا بيرل ديفيس (من مواليد 4 نوفمبر 1996) والمعروفة على الإنترنت باسم JustPearlyThings أو ببساطة بيرل، هي من مستخدمي يوتيوب ومعلقين سياسيين أمريكيين. برزت لأول مرة كجزء من ثقافة على الإنترنت مانوسفير. لاحظت احتضانها للحركة وأيديولوجياتها، وُصفت الكثير من تعليقاتها بأنها "كارهة للنساء" أو "مناهضة للنسوية".